# Véronique Buat
Pour les articles homonymes, voir Buat.
Véronique Buat est une astrophysicienne et universitaire française née le 20 septembre 1962 à Marseille.

## Biographie
Véronique Buat est élève de l'École normale supérieure Paris-Saclay de 1982 à 1986, puis elle réalise un DEA d'astrophysique à l'Observatoire de Meudon et une thèse de doctorat intitulée L'émission ultraviolette de galaxies spirales et irrégulières : interprétation en termes de formation stellaire sous la direction de Jean Michel Deharveng en 1989, à l'université Paris-VII.
Elle est maîtresse de conférences puis, en 2003, professeur à l'université d'Aix-Marseille, et devient membre senior de l'Institut universitaire de France (IUF) en 2018. Elle est membre du Laboratoire d'astrophysique de Marseille (UMR 7326 LAM).
Spécialiste en astrophysique extragalactique, ses recherches sont consacrées à l'étude de l'évolution des galaxies à partir de l'exploitation de données obtenues à partir de télescopes embarqués sur des satellites spatiaux.

## Distinctions
- 2019 :  Chevalière de la Légion d'honneur [5].